# 13 Ceti
13 Ceti, eller BU Ceti, är en trippelstjärna och eruptiv variabel av RS Canum Venaticorum-typ (RS) i stjärnbilden Valfisken.
13 Ceti varierar mellan visuell magnitud +3,86 och 3,96 utan någon fastställd periodicitet. Den befinner sig på ett avstånd av ungefär 70 ljusår.